# 喬西·奈特
喬西·奈特（英語：Josie Knight，1997年3月29日—），英國單車運動員，她代表英國隊參加了日本舉行的2020年夏季奧林匹克運動會，並且在女子團體追逐賽上獲得銀牌。